# Stomp the Yard
Stomp the Yard (2007) —en español: «Baile Urbano»— es una película estadounidense de 2007, dirigida por Sylvain White. Todo comienza cuando DJ Columbus Short, un joven con problemas de Los Ángeles, se traslada a Atlanta para estudiar en la universidad Truth. Allí descubre el stepping, el antiguo estilo de baile que se practicaba tradicionalmente en las fraternidades afroamericanas, donde los equipos exhiben complejos movimientos y crean sonidos rítmicos utilizando sus cuerpos. El talento natural de DJ y los movimientos inspirados en el krump rápidamente le colocan en medio de una fiera rivalidad entre dos fraternidades.

## Trama
DJ Williams (Columbus Short) es un joven en centro de la ciudad de Los Ángeles. Él y su hermano menor Duron (Chris Brown) compiten en concursos de baile locales como miembros de un equipo conocido como "Goon Squad". Durante la batalla, altas y bajas, pero al final de la batalla del Goon Squad ganan un premio en efectivo, y el líder del equipo rival va all-in por una batalla doble o nada, que acepta de DJ para el disgusto de su hermano que sabe que si el líder del equipo de oposición cree que consiguió empujó la tripulación no será capaz de gastar el dinero que ganan, la Goon Squad gana la segunda batalla y el equipo perdedor responde emboscando a DJ y sus compañeros de tripulación después del espectáculo. Una pelea estalla, y el líder del equipo rival comienza a golpear a DJ. Lo empuja Duron de distancia y se inicia la lucha contra él, lo que lleva el rival a sacar una pistola y disparar Duron, causándole la muerte.
Detenido por asalto, DJ se envía posteriormente por su madre a vivir con su tía Jackie (Valerie Pettiford) y su tío Nate (Harry J. Lennix) en Atlanta, Georgia, donde es asistir históricamente negro Universidad Verdad. Nate, el director de la planta física en verdad, tiene como objetivo enseñar responsabilidad DJ y lo pone a trabajar haciendo el mantenimiento como parte de un programa de trabajo-estudio.
DJ ve abril Palmer (Meagan Good), a quien se siente atraído inmediatamente. Después del registro, que se mueve en su dormitorio, donde se encuentra con su nuevo compañero de cuarto Rich Brown (Ne-Yo). Rich cumple DJ en un concurso de pisar el verde entre los capítulos de la verdad de las fraternidades rivales Theta Nu Theta y Mu Gamma Xi. La tripulación Mu Gamma Xi, siete veces campeón de paso a paso nacional, fácilmente se roba el show hasta DJ ve abril en todo el camino y pasa justo a través de su línea de paso en un intento de hablar con ella. Esa noche, Ricos y sus amigos van a un club local llamado Fénix e invitar DJ junto. Con la esperanza de impresionar a abril y eclipsar a Grant y la Gammas (todos los cuales también están presentes), DJ lleva al piso. A pesar de la animosidad entre DJ y Grant, los Gammas reconocen sus habilidades como bailarina y su presidente capítulo Zeke (Laz Alonso) lo invita a comprometerse para Mu Gamma Xi. DJ rechaza tanto la oferta de Zeke, así como una oferta del líder del capítulo Theta Nu Theta Sylvester (Brian White).
Después de enterarse de que abril es una historia tutor del estudiante, DJ firma a sí mismo por tutoría para que pueda pasar tiempo con ella. Los dos comienzan lentamente una amistad y DJ toma abril a cenar. Durante su fecha, abril discute la importancia de fraternidades y hermandades de mujeres negras con DJ, y le dice a visitar Heritage Hall en el corredor griego el campus.
Al día siguiente, DJ aprende sobre el importante número de figuras históricas afroamericanas y las celebridades que eran miembros de varias organizaciones letras griegas, y decide prometer para el capítulo Theta junto con Rich y su amigo Noel (Jermaine Williams). Después de "cruzar" para convertirse en miembros oficiales Theta, DJ, Rich, y Noel unen paso tripulación los Thetas.
Mientras cenando, abril rompe con Grant debido a su actitud machista y su falta de saber nada de ella, sobre todo que el verde es su color favorito. Ella crece más cerca de DJ y que eventualmente se convierten en una pareja. Mientras que en la práctica, DJ, Rich, Noel y otros miembros nuevos se dan cuenta de los pasos de baile son la moda de edad y no son lo suficientemente buenos para ganar la competencia paso a paso. Así que deciden tomar el tiempo para aprender los movimientos más frescos. Sly entonces reúne a su miembro más antiguo y desafíos DJ y el resto a una vieja escuela vs. nuevo concurso escalonamiento escuela. El equipo de DJ pierde el concurso debido a su exhibicionismo. Ellos recuerdan DJ, al igual que hizo anteriormente Duron en la película, que es sobre el equipo y no de él. DJ pide disculpas a toda la fraternidad y es perdonado rápidamente. Sly también solicita DJ para mostrar el equipo de algunos de sus movimientos.
Unos días antes de la competición, Grant se topa con el expediente de DJ y descubre su récord asalto y lo presenta a la junta. La junta luego decidir suspender DJ por no revelar sus antecedentes penales. Dr. Palmer, que es el padre de abril, llama en DJ a su oficina. Él estaba dispuesto a elevar su suspensión con la condición de que él es sin fecha ya abril. DJ declina el ultimátum y se aleja. DJ le dice a Nate y Jackie acerca de la suspensión. A continuación, revelan que Jackie fechada el Dr. Palmer hasta que conoció a Nate y ha habido una cierta animosidad entre Nate y Palmer desde entonces. Jackie se enfrenta el Dr. Palmer acerca de la suspensión de DJ y Palmer afirma que sólo estaba protegiendo abril. Abril y luego se enfrentó a su padre y le advierte que debido a su orgullo, podría conducirla a caminar fuera de su vida.
Suspensión de DJ fue finalmente levantado y él se reúne con los Thetas para competir junto a ellos en contra de la Gamma en el concurso paso a paso. Ambos equipos estaban empatados al final y fue comprado en reglas de muerte súbita para determinar un ganador. Desconocido para DJ y los Thetas, el Gammas había grabado DJ practicando sus movimientos antes de la competencia. El ir primero, Grant hace rutina exacta de DJ de la cinta de vídeo. Después de que termine, DJ coincide movimiento Grant por movimiento, pero deja caer en algo que el Gammas no llegó en la cinta. El Thetas finalmente derrota al Gammas. Abril sube al escenario para abrazar y besar a DJ como el equipo celebra la victoria.

## Reparto
| Actor                | Papel          |
| -------------------- | -------------- |
| Columbus Short       | DJ             |
| Meagan Good          | April          |
| Chris Brown          | Duron          |
| Ne-Yo                | Rich Brown     |
| Darrin Dewitt Henson | Grant          |
| Brian J. White       | Sylvester      |
| Laz Alonso           | Zeke           |
| Valarie Pettiford    | Jackie         |
| Jermaine Williams    | Noel           |
| Allan Louis          | Dr. Palmer     |
| Harry J. Lennix      | Nate           |
| Blake Lively         | Sara lively    |
| Leighton Meester     | Jessica Lively |